# 宣傳學 (書籍)
《宣傳學》（英語：Propaganda）為愛德華·伯內斯影響深遠的著作。該書於1928年出版，透過社會科學和心理操縱術觀點剖析大眾傳播的各種手段。由於作者早期的著作如1923年的《輿論的結晶》（Crystallizing Public Opinion）和1927年的《一位公共關係顧問》（A Public Relations Counsel）備受好評，因此本書可說是這些作品的續作。伯內斯於書中探討如何操縱群眾心理和利用各種符號作為宣傳工具，以對政治施加影響、發動社會變革和為婦女與少數族群爭取權益。儘管作者在書中沒有提及，他的論點深受沃爾特·李普曼1925年的著作《幻影公眾》（The Phantom Public）影響。由於《宣傳學》一書的影響巨大，一些傳播學者稱伯內斯為「公共關係之父」。

## 概要
前六個章節探討人類心理、民主政治和企業之間複雜的聯繫。伯內斯指出，「隱形」的統治者透過製造知識和宣傳對群眾施加影響，他們壟斷了塑造思想、價值觀和群眾行為模式的權力。因此，能成功說服群眾相信各種「被製造的共識」（engineered consent）為民主社會得以長治久安的關鍵要素。伯內斯如此說道：
在民主社會中，對於群眾行為模式和意見的操縱至關重要，這些隱形機制的操縱者共同組成的深層政府才是國家實際上的掌權者。另言之，真正的統治者我們連他們的名字都不曾聽過，我們的思維卻深深受他們影響，品味受他們塑造，想法受他們暗示。
伯內斯將這個觀點延伸到經濟學上，稱讚宣傳的正面作用，指其對維持資本主義社會的運作至關重要：
一座能為全世界生產某樣產品的工廠，不能等待公眾對該產品有所需求才開始生產產品，而是應該時時透過廣告和宣傳接觸大眾，維持產品持續的需求，以確保獲利能超過工廠高額的建造和營運成本。
伯內斯認為，由於人們在被問及自己內心的想法時，多半只會說出表面的原因，因此成功的宣傳者要能揣摩人們內在慾望背後的實際動機。他指出：人們的想法和行為其實是內在慾望的產物，但由於社會規範等因素，人們往往會試圖壓抑壓抑本能慾望。因此，伯內斯主張，只要能掌握受眾的內在動機，則宣傳效果會大大提升。他進一步指出，只要宣傳能夠讓受眾產生二元的情緒反應，則受眾會因為選項的減少而對宣傳做出更快、更深刻的反應。後五個章節重新複習前面章節提及的概念，並舉例說明宣傳的原理如何應用在提高婦女權利、教育和其他社會議題上面。

## 評價與影響
儘管《宣傳學》一書對二十世紀的媒體和公共關係領域的影響重大，對其論點的評論卻異常地有限。公共關係學者柯特·奧爾森（Curt Olsen）認為，當時的大眾普遍接受了伯內斯對宣傳正面的看法，直至二戰期間法西斯主義打破了這份信任。奧爾森亦指責伯內斯巧妙地玩弄文字，將「灌輸」（indoctrination）等較陰險的概念以「教育」（education）等語意正面的詞語代替。此外，奧爾森還批評伯內斯鼓勵誘導人們停留在心理舒適區，致使他們在接受強大的訊息時毫無招架之力，無能力為自己的行為負責。另外，也有評論者肯定伯內斯的初衷，馬文·奧拉斯基（Marvin Olasky）就認為伯內斯是透過殺死民主的方式拯救民主。另言之，社會的菁英只有透過不露臉的方式對群眾潛移默化，才能有效防止社會走向極權主義。
伯內斯於《宣傳學》和其他著作中所提出的論點奠定了公共關係理論中第一種「雙向模型」，其宗旨在於運用社會科學的原理更有效地塑造公眾輿論。伯內斯也為公共關係行業的倫理問題辯護，並稱由於沒有任何個人或團體有能力完全理解世界運作的方式，因此無法構成單一的壟斷。公共關係研究者史都華·尤恩（Stuart Ewen）則認為：「李普曼提出的是抽象、宏觀的概念，而伯內斯則提供具體執行的方式。」伯內斯提出的手法如今廣泛運用於為個人或組織塑造公眾形象，其中包括用於競選等政治活動。

## 註腳
1. 1 2  Bernays 1928.
2. ↑  Bender, Stephen. . LewRockwell.com. 2005-02-04  [2021-01-11]. （原始内容存档于2021-02-28）.
3. 1 2 3  Turow 2011，第565頁.
4. ↑  Bernays 1928，第20頁.
5. ↑  Bernays 1928，第11頁.
6. ↑  Bernays 1928，第9頁.
7. ↑  Bernays 1928，第61頁.
8. ↑  Bernays 1928，第57頁.
9. ↑  Bernays 1928，第52頁.
10. ↑  Bernays 1928，第100頁.
11. 1 2 3  Olsen 2005，第28頁.
12. 1 2  Olasky 1984.
13. ↑  Tye 2002，第98頁.
14. ↑  Tye 2002，第ix頁.

## 外部連結
- Stephen Bender.  Karl Rove & the Spectre of Freud's Nephew （页面存档备份，存于）, LewRockwell.com, 2005-02-04（英文）
- Deconstructing Edward Bernays' 導讀書中每一章節的播客節目 （页面存档备份，存于）（英文）
- Propaganda 原著（英文）